# Marika
Marika   (Barcelona, 16 de juliol de 1949), nom artístic de María del Carmen Vila Migueloa, és una divulgadora, il·lustradora i dibuixant de còmics catalana, a més d'una destacada activista en defensa dels drets de la dona. Gran part de la seva carrera professional l'ha dedicat a analitzar la presència de la dona en el món del còmic.

## Biografia

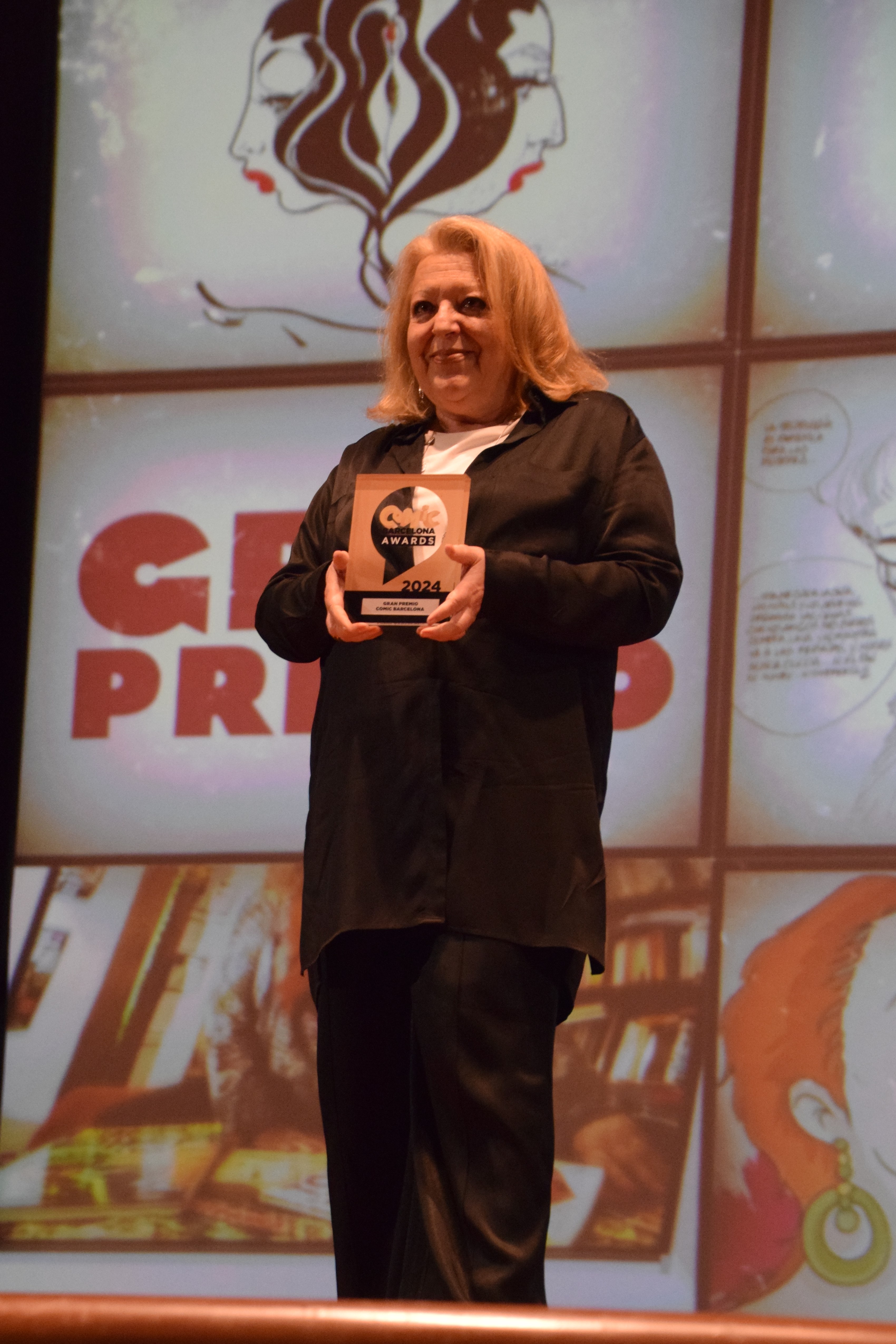
Marika amb el Gran Premi al 42 Comic Barcelona (2024).

Va estudiar sociologia i dibuix per l'escola Massana i a mitjans dels anys 1960 va començar a realitzar il·lustracions de forma esporàdica per al mercat exterior, sobretot a través de l'agència Selecciones Ilustradas i Norma. El 1973, aconsellada per Miguel Fuster, es va llançar també a dibuixar còmics romàntics. Des de 1978, conrea el còmic d'autor en revistes com Troya, Butifarra! o Rambla, en les quals també exerceix tasques de direcció. Altres publicacions amb les quals també va col·laborar foren Totem, Interviú, El Papus o El Jueves, entre d'altres.
A mitjans dels anys 1980 es va incorporar a Planeta-DeAgostini com a tècnica editorial i va participat en produccions de dibuixos animats com Mofli, l'últim koala i en campanyes publicitàries.
El 2000 va dirigir el projecte Iconikas, centrat en la il·lustració. El 2009 es va llicenciar en Humanitats i el 2017 va defensar la seva tesi doctoral El cos okupat: iconografies del cos femení com a espai de la transgressió maculina en el còmic, dirigida per Marta Segarra i publicada el 2024 en una edició adaptada. El 2019, juntament amb Andreu Martín, va publicar la novel·la gràfica Mata Hari, que tenia com a base la sèrie homònima per a la revista Totem.
Posteriorment, es va dedicar a la docència i a la divulgació, publicant articles teòrics sobre l'activisme feminista per a diversos mitjans de comunicació i exercint de comissària d'exposicions, com per exemple l'exposició Feminismes! (CCCB, 2020).
El 2024, per la seva llarga trajectòria en el món del còmic, fou recompensada amb el Gran Premi del Saló del Còmic de Barcelona.

## Premis
- 2018 - Premi Ivà.
- 2019 - Premi del Saló de Getxo.
- 2020 - Premi honofíric del Col·lectiu d'Autores de Còmic (Colectivo de Autoras de Cómic).[4]
- 2021 - Premi Splash.
- 2022 - Premi Girocòmic.
- 2024 - Gran Premi del Saló del Còmic de Barcelona.[3]

## Publicacions

### Novel·la gràfica
- Mata Hari (amb Andreu Martín) (Isla de Nabumbu, 2019).

### Assaig
- Desokupar el cuerpo: las voces de las autoras en el cómic español (Mamotilla, 2024).

## Exposicions
- Feminismes. El cos com a conflicte (CCCB, 2019).
- Amb veu propia: dones cos a cos (Museu del Còmic de Sant Cugat, 2020).
- Cossos que parlen. Les representacions del cos en les autores de còmic. 1910-2022 (Museu d'Art de Cerdanyola, 2024; Museu d'Art de Sabadell, 2025).